# Реной
Реной (нід. Rhenoy) — село в нідерландській провінції Гелдерланд. Входить до муніципалітету Вест-Бетюве. Перша згадка про населений пункт датується 1265 роком.